# 2S35 Koalicja-SW
2S35 Koalicja-SW – rosyjska samobieżna haubicoarmata kalibru 152 mm. Opracowana jako wsparcie, a docelowo jako następca działa samobieżnego 2S19 Msta-S. Została zaprojektowana przez Centralny Naukowy Instytut Badawczy „Buriewiestnik” z Niżnego Nowogrodu, będącego częścią koncernu zbrojeniowego Urałwagonzawod. Po raz pierwszy zaprezentowano ją w trakcie defilady z okazji Dnia Zwycięstwa w Moskwie w 2015 roku.

## Rozwój
Prace badawcze nad nowym rosyjskim systemem artyleryjskim rozpoczęły się w 2006 roku. Pierwotnie 2S35 był projektowany jako następca jednego z wariantów 2S19 – 2S33 Msta-SM, wykorzystując to samo podwozie ze zmodyfikowaną wieżą z osadzonym podwójnym działem 152 mm z automatem ładowania w formie dwóch wahadłowych podajników. Lufy takiego zestawu były umieszczone jedna nad drugą, a strzały następowały kolejno po sobie tak, by oporopowrotniki mogły wykorzystywać energię odrzutu jednej z luf do niwelowania odrzutu drugiej z nich. 
Taką koncepcję zarzucono w 2010 roku skupiając się na bardziej klasycznym projekcie z osadzonym działem 2A88 kalibru 152 mm. Mimo to nazwa „Koalicja”, wywodząca się z poprzedniego konceptu połączenia dwóch armat, pozostała. W 2015 roku po raz pierwszy zaprezentowano publicznie nowy system, osadzony na podwoziu gąsienicowym z rodziny T-72/90. Planowano przekazanie pierwszych 12 egzemplarzy do testów w 2015 roku, a rok później miała zostać uruchomiona produkcja seryjna. Testy jednak przedłużyły się, a w 2020 roku na defiladzie w Moskwie prezentowano gotowy moduł ogniowy nadal osadzony na podwoziu z rodziny T-90, zamiast na docelowym z rodziny T-14 Armata. 
W 2021 roku agencja TASS poinformowała o podpisaniu przez rosyjskie Ministerstwo Obrony kontraktu na seryjne wozy 2S35. 

## Charakterystyka
2S35 Koalicja-SW jest armatohaubicą samobieżną o klasycznym układzie konstrukcyjnym bazującym na poprzednim systemie 2S19. Załoga składa się z trzech osób: kierowcy, zajmującego pozycję pośrodku wieży; działonowego oraz dowódcy, siedzących odpowiednio po obydwu stronach. Załoga do swojej dyspozycji ma trzy włazy ewakuacyjne. Spawany kadłub zapewnia osłonę przed minami, bronią strzelecką oraz odłamkami, a na wyposażeniu znajduje się noktowizor, system absorbujący promieniowanie mikrofalowe, system amortyzatorów oraz pakiet ochrony przed bronią masowego rażenia. 
Głównym uzbrojeniem jest haubica 2A88 kalibru 152.4 mm osadzona w nowej, spawanej wieży, wyposażonej w pełny automat ładowania pocisku oraz ładunku miotającego. Na wyposażeniu dostępny jest również system automatycznego celowania oraz wyboru celu. Armata posiada hamulec wylotowy i system odrzutu, jej maksymalna szybkostrzelność wynosi 8 strzałów na minutę. Maksymalny zasięg dla tradycyjnych pocisków to 30 km, dla pocisków z gazogeneratorem wzrasta on do 40 km. Zapas amunicji przewożony w pojeździe to 60-70 pocisków. System dostosowany jest również do wystrzeliwania laserowo naprowadzanych pocisków 30F39 Krasnopol. 
Uzbrojenie dopełnia zdalnie sterowany karabin maszynowy Kord kalibru 12.7 mm oraz system automatycznego okopywania się, zdolny osłonić pojazd w czasie między 12 a 40 minut, w zależności od rodzaju gruntu.

## Warianty
- 2S35-1 Koalicja-SW KSh – wersja osadzona na kołowym podwoziu 8x8 KAMAZ 6560. Jest to ewolucja systemu 2S21 Msta-K. Prototyp powstał w 2013 roku, a w 2017 zaprezentowano pierwsze zdjęcia tego systemu. Projektowana jako lżejsza i bardziej mobilna od gąsienicowej wersji[7].

## Galeria

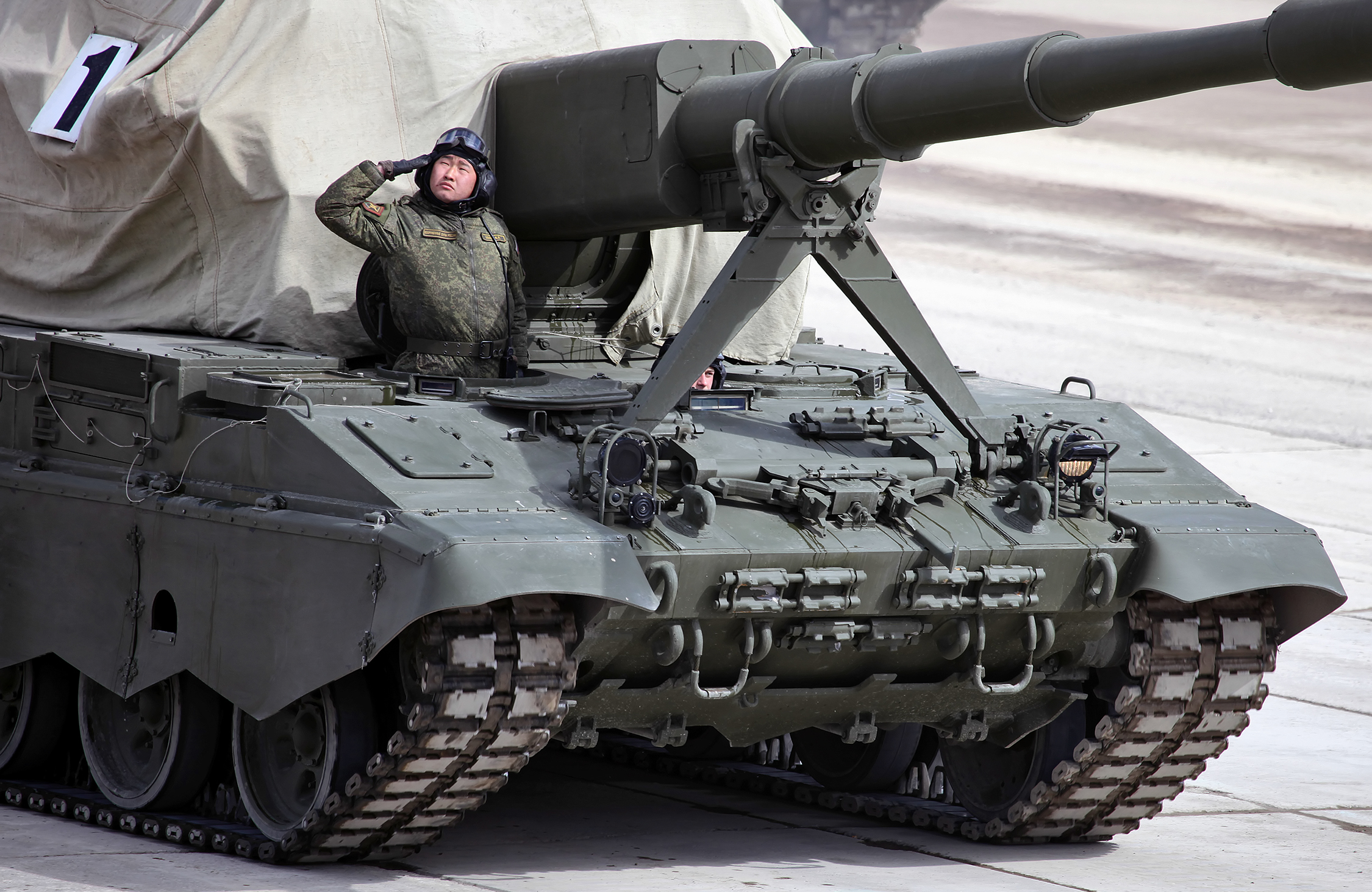
Zbliżenie na front
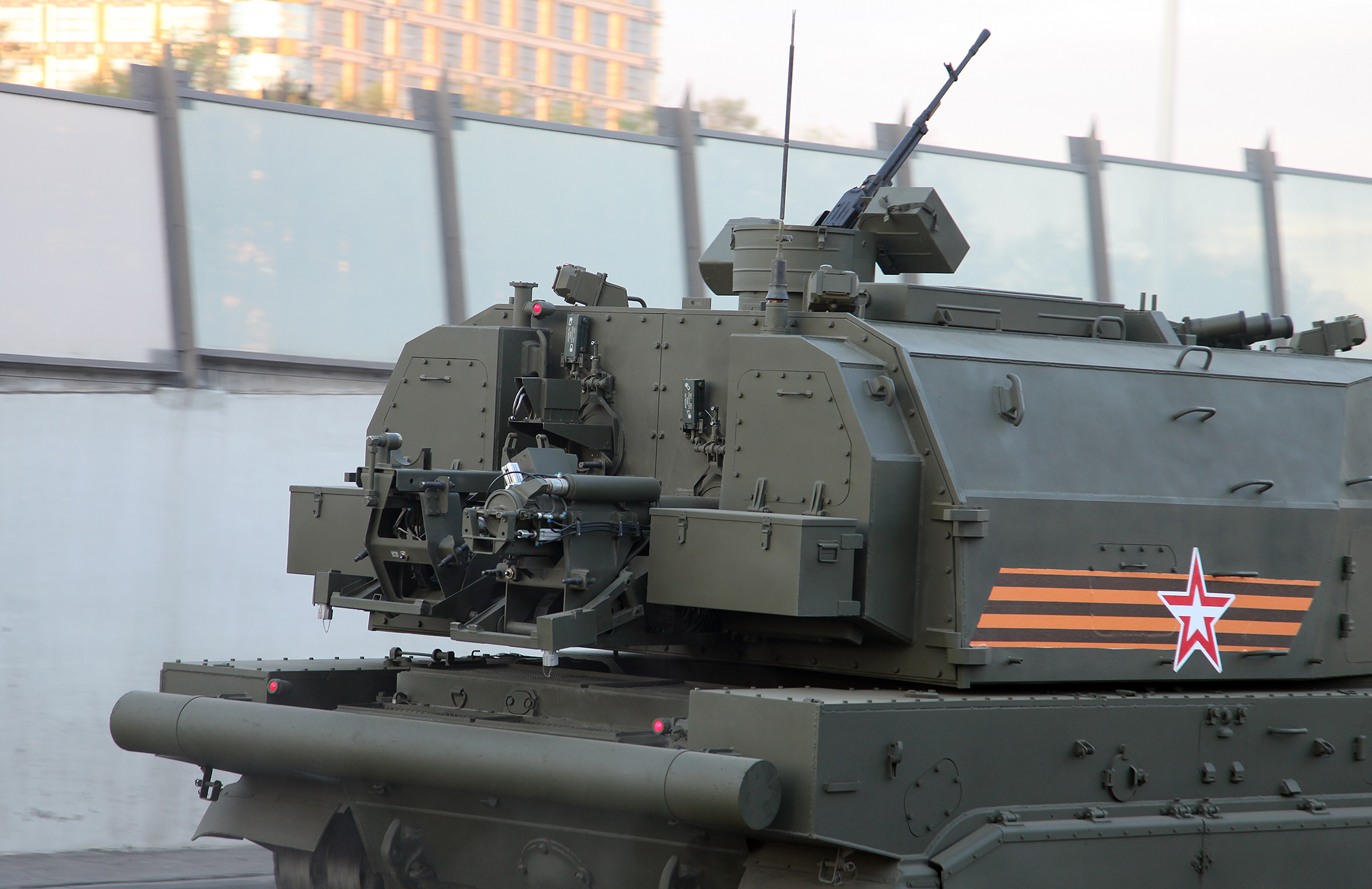
Zbliżenie na tył
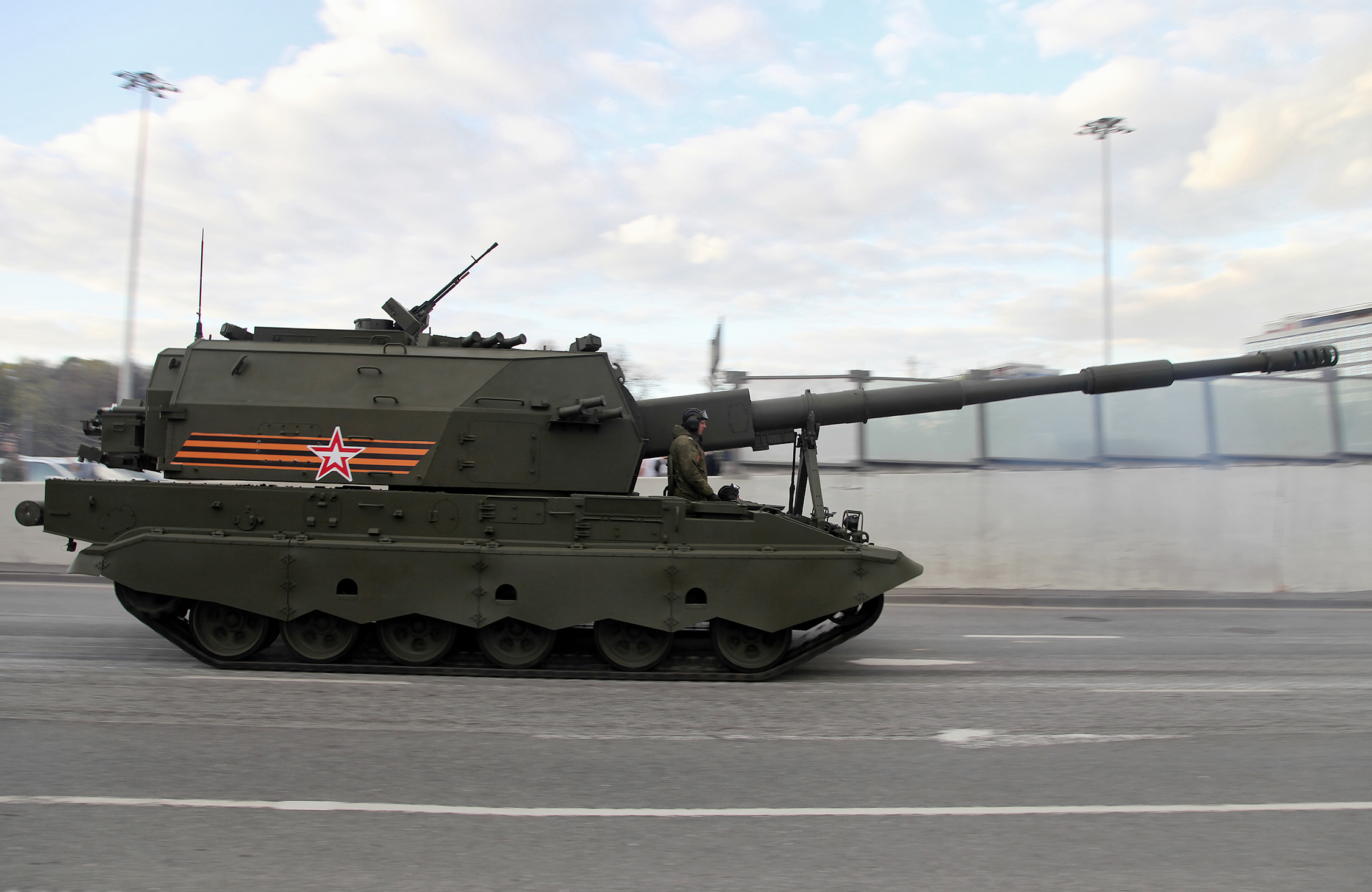
Widok z boku
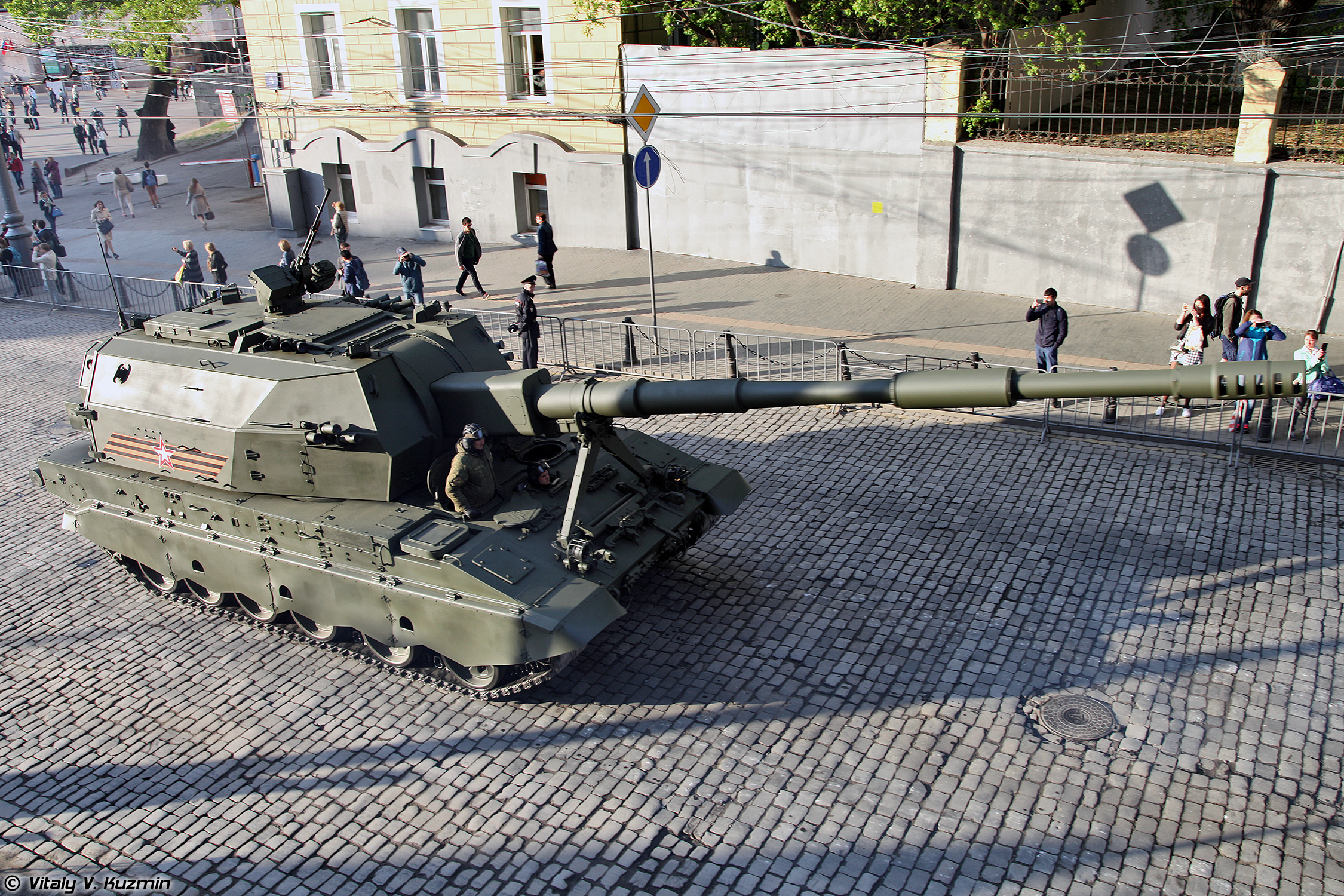
Widok z góry